# Brugnac
Brugnac é uma comuna francesa na região administrativa da Nova Aquitânia, no departamento de Lot-et-Garonne. Estende-se por uma área de 14,74 km². Em 2010 a comuna tinha 191 habitantes (densidade: 13 hab./km²).